# Souroubea fragilis
Souroubea fragilis är en tvåhjärtbladig växtart som beskrevs av De Roon. Souroubea fragilis ingår i släktet Souroubea och familjen Marcgraviaceae. Inga underarter finns listade i Catalogue of Life.